# Portus Adurni

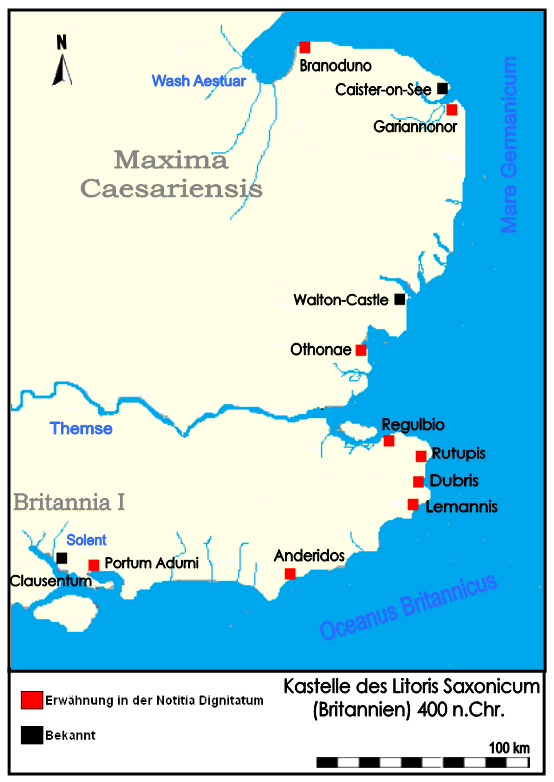
Die Sachsenküstenkastelle um 400 n. Chr.

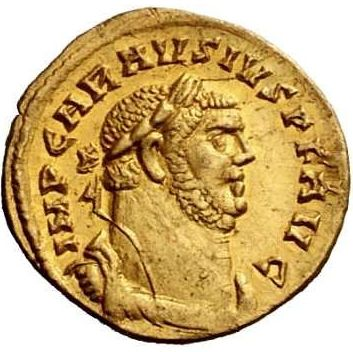
Münzportrait des Carausius auf einem aureus, geprägt während seiner Herrschaft über Britannien

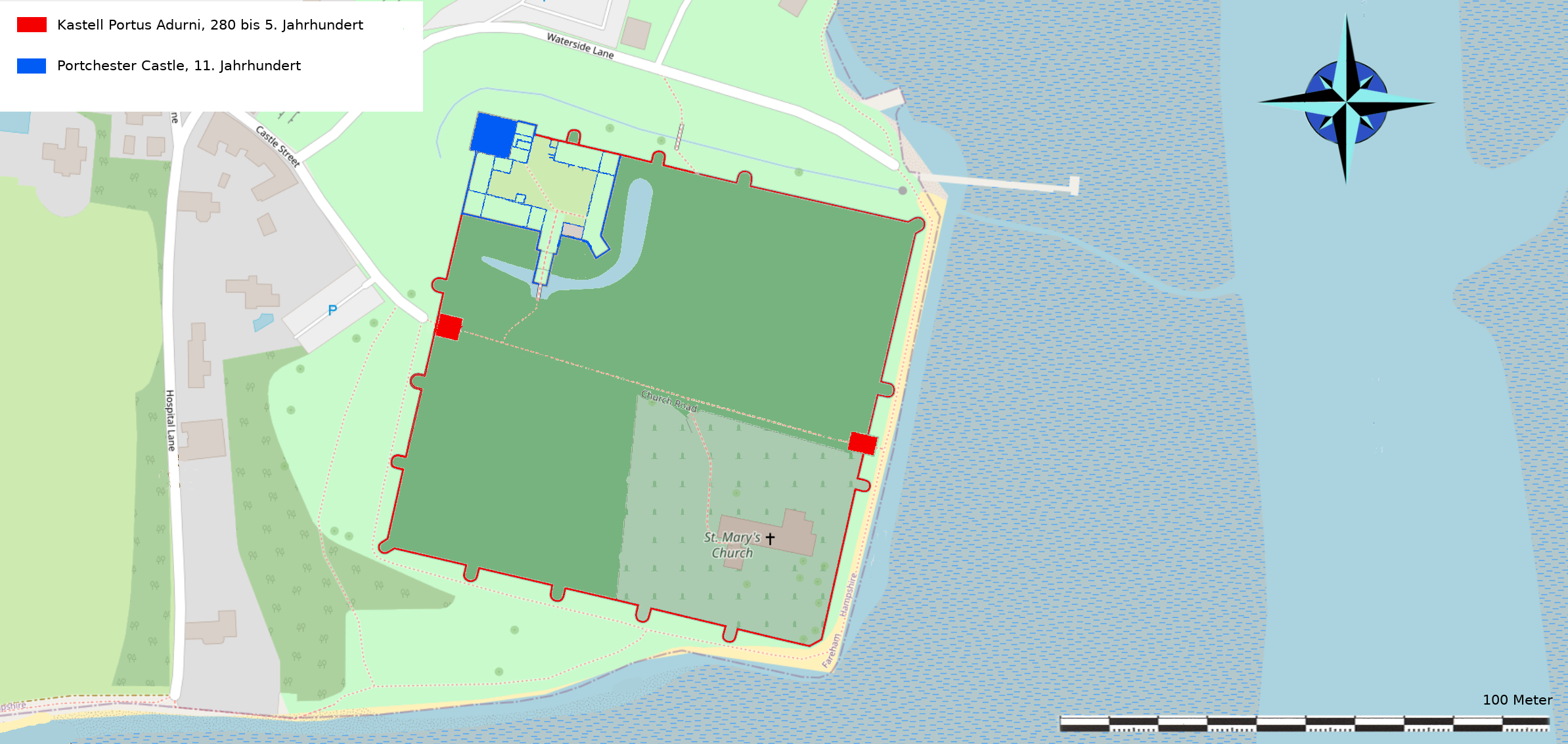
Befundskizze des Kastells und der normannischen Burganlage

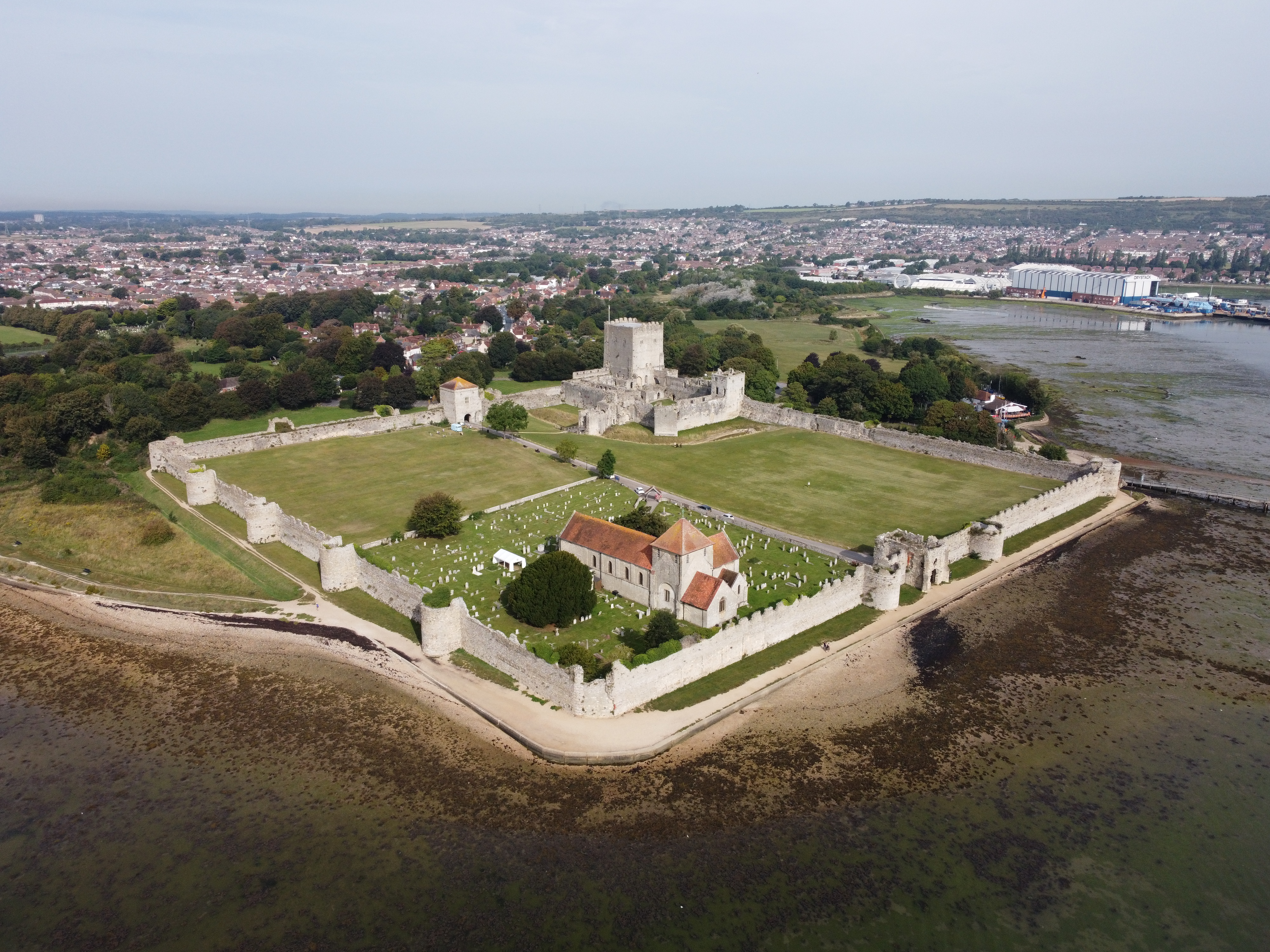
Luftaufnahme des Kastells, 2023

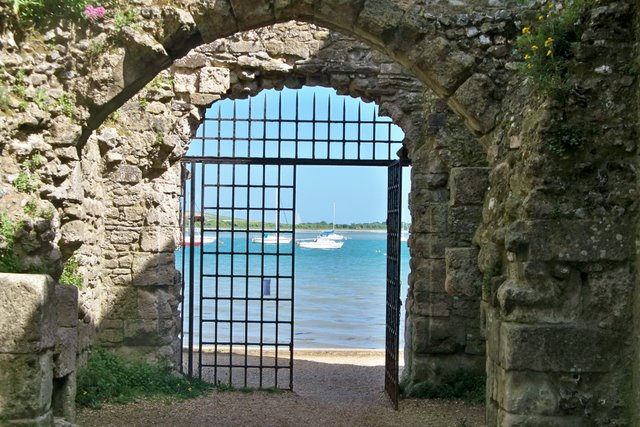
Torbogen des Watergate

Portus Adurni war ein Limitaneikastell und Flottenbasis der Classis Britannica am Limes der britischen „Sachsenküste“, County of Hampshire/England, Parish Fareham, Ortsteil Portchester in England.
Es wurde im 3. Jahrhundert erbaut und war eine der Hauptstützpunkte der römischen Kanalflotte. Sie gilt mit Abstand als die am besten erhaltene spätrömische Festung in Nordeuropa. Im Gegensatz zu vielen anderen Sachsenküstenkastellen blieb das Kastell auch von der Küstenerosion verschont. Im Hochmittelalter wurde in einer der Kastellecken eine normannische Burg (Portchester Castle) errichtet. Danach wurde es bis ins frühe 19. Jahrhundert für verschiedene militärische Zwecke verwendet. Im inneren wird es heute von zwei mittelalterlichen Gebäudekomplexen geprägt, die St. Marys Kirche und die normannische Burg, letztere dominiert von einem großen Wohnturm (Keep) der im 12. Jahrhundert errichtet wurde.

## Name und Lage
Das erste Mal wird das Kastell in der Notitia Dignitatum als Portum Adurni erwähnt, unmittelbar nach dem Kastell Anderitum (Pevensey). Zum letzten Mal taucht es beim Geograph von Ravenna um 700 auf, hier wiederum als Ardaoneon, gelegen zwischen einer bis heute unidentifizierten Ortschaft namens Armis und Navimago Regentium (das heutige Chichester, Sussex). Der römische Name der Festung konnte bis heute nicht zweifelsfrei geklärt werden. Portum Adurni ist wohl mit ziemlicher Sicherheit für das spätantike Kastell zutreffend, obgleich es möglich sein kann, dass der Ortsname über den langen Zeitraum hinweg von den Kopisten entweder beim Übertragen verfälscht oder unvollständig abgeschrieben wurde. Die Forschung leitet den antiken Namen vom kelto-britischen „ardu-“ ab, was „Anhöhe“ bedeutet. Diese These passt zur Lage des Kastells, das unterhalb des Portsdown Hill steht. Portchester setzt sich aus dem lateinischen portus (= Hafen) und dem altenglischen ceaster (= befestigter Ort) zusammen.
Im Gegensatz zu den meisten anderen Kastellen der Sachsenküste hat sich hier die Küstenlinie über die Jahrhunderte wenig bis kaum verändert, das Meer reicht heute immer noch bis knapp an den Ostwall heran.

## Entwicklung
Seine günstige Position ließ Portchester über einen sehr langen Zeitraum immer wieder eine wichtige Rolle in der Kriegsgeschichte Englands spielen.
Higden, ein Mönch aus Chester, berichtet im Jahre 491, dass es schon vor Ankunft der Römer eine britische Festungsanlage bei Portchester gegeben haben soll. Zwei Brüder, Ferrex und Perrex (oder auch Peris), kämpften hier einst um die Vorherrschaft in der Region; Perrex blieb Sieger und wurde König. Er gründete an der Stelle, wo heute Portchester Castle steht, eine Festung und benannte sie nach sich selbst, Caer Peris. Während der römischen Eroberung der Insel im Jahr 43 wurde sie von der römischen Armee belagert, gestürmt und niedergebrannt.
In seiner Chronik aus der zweiten Hälfte des 4. Jahrhunderts n. Chr. berichtet Eutrop, dass der Flottenadmiral Carausius um 285 n. Chr. den Auftrag bekommen habe, den Ärmelkanal von Portus Itius (Boulogne) aus zu befrieden, der von Piraten unsicher gemacht worden sei, die Eutrop als „Franken“ und „Sachsen“ bezeichnet. Die dabei erwähnten Überfälle auf die britannische und gallische Küste behinderten im zunehmenden Maße den zivilen Seeverkehr und vor allem die Überführung von britannischen Handelswaren und Edelmetallen nach Gallien und Rom. Als Gegenmaßnahme richtete die römische Verwaltung auf beiden Seiten des Kanals einen eigenen Militärbezirk, das litus Saxonicum (Sachsenküste) ein, dessen Truppen in Britannien von einem Comes litoris Saxonici per Britanniam befehligt wurde. Als die römische Armee unter Flavius Stilicho 398 in Britannien militärisch noch einmal aktiv wurde, fand dieser möglicherweise erstmals Eingang in den römischen Amtskalender, die Notitia Dignitatum. Das weitverzweigte Flusssystem Britanniens ermöglichte es den germanischen Eindringlingen, mit ihren kleinen flachgehenden Ruderbooten rasch ins Innere der Insel voranzukommen. Die Römer legten daher an diesen exponierten Küstenbereichen – und besonders an Flussmündungen – Befestigungen an, die auch in Verbindung mit den römischen Militärlagern im gallischen Teil des litus Saxonicum standen. Die Entstehungszeit des Sachsenküstenkastells kann nach Münzfunden für die Zeit der Usurpation des Carausius, am Ende der 280er Jahre, angenommen werden. Es ist möglich, dass er persönlich den Bau angeordnet hat. Während seiner Regierungszeit und der seines Nachfolgers Allectus wurde das Kastell noch weiter verstärkt und vorübergehend das Hauptquartier der Kanalflotte hier eingerichtet. Es scheint, dass es nach dem Ende der beiden Usurpatoren vorübergehend leer stand. Funde deuten jedoch darauf hin, dass es nach 300 wieder besetzt wurde. Zahlreiche Keramik-, Knochen- und 605 Münzfunde sowie Frauenschmuck und 27 Kindergräber zeigten, dass die romano-britische Siedlungstätigkeit noch bis in das 5. Jahrhundert andauerte und vornehmlich militärische Züge trägt.
Nach Abzug der Römer im frühen 5. Jahrhundert, wahrscheinlich schon vorher, wandelte sich das Militärlager höchstwahrscheinlich in ein Oppidum. Die angestammten Bewohner wurden aber nach und nach durch angelsächsische Einwanderer verdrängt oder assimiliert. Die Festung (Burh) diente den Angelsachsen nach 904 zur Abwehr der Wikinger die das Königreich Wessex ständig bedrohten. Edward, König der westlichen Sachsen zog sie aus dem Besitz des Bischofs von Winchester ein und errichtete in Porceastra einen Königshof, bestehend aus einer großen Halle, sowie einen Glockenturm im SW des Areals. Gleichzeitig ließ er auch die Torbauten wieder instand setzen. Solche Glockentürme markierten für gewöhnlich die Häuser der thegns, die engsten Gefolgsmänner des Königs. Das Kastell ist auch als eine von dreiunddreißig befestigten Burghs im Burghal Hidage aus der Regierungszeit von Edward dem Älteren (899 bis 924) angeführt. Keramik und andere Funde deuten darauf hin, dass Portus Adurni kontinuierlich von etwa 500 n. Chr. bis zur normannischen Eroberung von 1066 bewohnt war.
Im Jahre 1086 fiel Portchester an die Normannen; William Maudit begann mit dem Bau der Burg in der NO-Ecke des Kastells. Portchester diente im Hundertjährigen Krieg als Ausgangspunkt für Feldzüge nach Frankreich. König Richard II. ließ 1396 Baumaterial aus der Festung in seinen Palast einbauen und 1415 Heinrich V. von hier aus seine Truppen für die Schlacht von Agincourt nach Frankreich einschiffen. In den 1490er Jahren wurden Reparaturen an den Mauern vorgenommen. Ab 1563 war hier u. a. ein Militärhospital untergebracht. Elisabeth I. hielt dort im Jahre 1603 einen Hoftag ab. Im englischen Bürgerkrieg Oliver Cromwells gegen Karl I. wurden dort wieder Truppen untergebracht. Ab 1665 wurde dort bis zum Ende der napoleonischen Kriege ein Kriegsgefangenenlager eingerichtet. Zwischen 1802 und 1810 wurde es als Ordnance Depot verwendet. Die letzten Gefangenen wurden im Jahre 1814 entlassen. 1819 wurde die Burg von der Armee als Stützpunkt aufgegeben. Die meisten der Gefängnisgebäude wurden in den 1920er Jahren von arbeitslosen Bergleuten abgerissen und das Areal in einen Park umgewandelt. Das Kastell steht heute unter der Obhut des English Heritage.

## Kastell
Das Kastell ist eine der am besten erhaltenen römischen Festungsanlagen der Sachsenküste in Britannien bzw. Westeuropas und wurde über 16 Jahrhunderte lang auch als solche genutzt. Obwohl die Festung hauptsächlich durch ihre normannische Burg und Kirche bekannt geworden ist, sind ihre äußeren Wälle überwiegend noch römische Originale. Auffällig ist der klassische, rechteckige Grundriss mit abgerundeten Ecken (Spielkartenform) und die – für spätantike Lager – ungewöhnliche Ausführung der westlichen und östlichen Toranlagen. Das Kastellareal selbst bedeckt eine Fläche von ca. 3,43 ha.
Die Wehrmauern entsprechen in ihren Konstruktionsmerkmalen der Festungsbauschule des späten 3. Jahrhunderts. Ähnlich wie in Pevensey ist der bis zu 200 m lange Mauerring sehr massiv und widerstandsfähig aufgebaut. Er erreicht noch eine Höhe von rund sechs Meter, an der Basis eine Breite von 3,8 m und verjüngt sich stufenförmig nach oben. Verschalung und Gussmörtelkern bestehen aus Sandstein bzw. Flintbruch, die zur Festigung der Verblendung dienenden horizontalen Bänder aus flachen Sandsteinen oder Ziegelsteinen reichen sehr tief in die Mauer hinein. Die ursprüngliche (römische) Mauertechnik ist noch klar zu erkennen, besonders an der Südmauer. Die Wehranlage war noch zusätzlich von zwei Spitzgräben umgeben.

## Tore und Türme
Vier Tore durchbrechen die Mauer, Das West- (Landgate) und Osttor (Watergate) sind nahezu baugleich und verfügen je über zwei Wachstuben, während die Durchlässe am Nord- und Südwall nur einfache Pforten ohne zusätzliche Schutzbauten sind. Das ehemalige Osttor (porta principalis dextra) von Portus Adurni hatte einen, etwa drei Meter breiten, Durchgang, überdacht von einer mehrstöckigen Wachstube, und war von der Mauerflucht etwas zurückgesetzt. So entstand ein kleiner Vorhof/Zwinger (13,75 m breit × 11 m lang), der es den Verteidigern ermöglichte, die Angreifer von drei Seiten aus unter Feuer zu nehmen. Die beiden Stockwerke des Wachhauses wurde von jeweils drei Rundbogenfenstern an der Ost- und Westseite belüftet. Dieser – eigentlich veraltete – Tortyp war bei Kastellen der Spätantike nicht mehr sehr oft anzutreffen. Er erinnert stark an die Holz-Erde-Toranlagen aus augusteischer Zeit, die an ihrem Zugang ebenfalls einen Vorhof aufwiesen. Seine Bauweise steht damit im krassen Gegensatz zu den vorkragenden U-Türmen an der Seeseite. Die beiden Haupttore wurde im 14. Jahrhundert wieder aufgebaut.
Ursprünglich war die Mauer und deren Ecken noch durch 20 vorkragende, halbrunde Türme (U- oder Hufeisenturm) verstärkt, 14 von ihnen blieben bis heute erhalten. Heute hohl, waren sie in der Spätantike noch fast bis zur Turmkrone vollständig mit Gussmauerwerk verfüllt.

## Innenbauten
Die römischen Überreste im inneren der Festung wurden durch die jahrhundertelange landwirtschaftliche Tätigkeit und die spätere Besiedlung weitestgehend zerstört, nur mehrere Gebäude aus angelsächsischer Zeit konnten ausgegraben werden. Die St. Mary Kirche in der südöstlichen Ecke, ist das einzige noch erhaltene Gebäude eines kurzlebigen Augustinerklosters, das dort um 1128 gegründet wurde. Ausgrabungen im Jahre 1965 deckten eine mit Kies bestreute Hauptstraße auf, außerdem fand man einige wenige Überreste hölzerner Gebäude des späten 3. Jahrhunderts, alle aus der Zeit des Carausius, wie man anhand von Münzen feststellen konnte. Abwasserkanäle und allgemeine Ausführung der Anlagen lassen auf insgesamt vier kleinere Holzgebäude schließen. Weiters fanden sich Überreste einer regelmäßigen Bebauung mit Holzgebäuden, die ab der Mitte des 4. Jahrhunderts einsetzte. Spätere Fußböden wurden auf künstlich angelegten Planierschichten aufgelegt. Nach 365 wurde die Bebauung aber unregelmäßiger und ist kaum noch zu erfassen. Auch Spuren kleinerer Werkstätten, in denen Metalle und Geweihreste verarbeitet wurden, und einer Fleischerei konnten beobachtet werden.

## Garnison
Unter der Herrschaft des Usurpators Carausius diente das Kastell vorübergehend als Hauptquartier der Classis Britannica. Die hier stationierte Limitanei-Einheit ist bislang nur aus der Notitia Dignitatum bekannt (Truppenliste des Comes litoris Saxonici per Britanniam), in der ein Praepositus numeri exploratorum, Portum Adurni, d. h. „Der Kommandant einer Kompanie von Aufklärern in Portus Adurni“, angegeben wird. Man nimmt an, dass die Einheit ursprünglich nördlich des Hadrianswalls stationiert war und aus Reitern bestand. Im Zuge der Reorganisation der Grenzverteidigung unter Valentinian I. wurden 367 sie an die Sachsenküste verlegt.
Römische Inschriften, die Auskunft über noch andere hier stationierte Einheiten geben könnten, wurden bislang nicht gefunden. Ausgrabungen haben gezeigt, dass im 4. Jahrhundert die Garnison hauptsächlich aus Germanen bestand, die zusammen mit ihren Familien im Kastell lebten. Ob im Hafen des Kastells Einheiten der Kanalflotte (Classis Britannica) nach der Verlegung des Flottenhauptquartiers unter Allectus auch nach dem Ende seiner Herrschaft dort dauerhaft stationiert waren, ist nicht überliefert aber aufgrund der Lage des Kastells doch sehr wahrscheinlich.

Galerie Portus Adurni
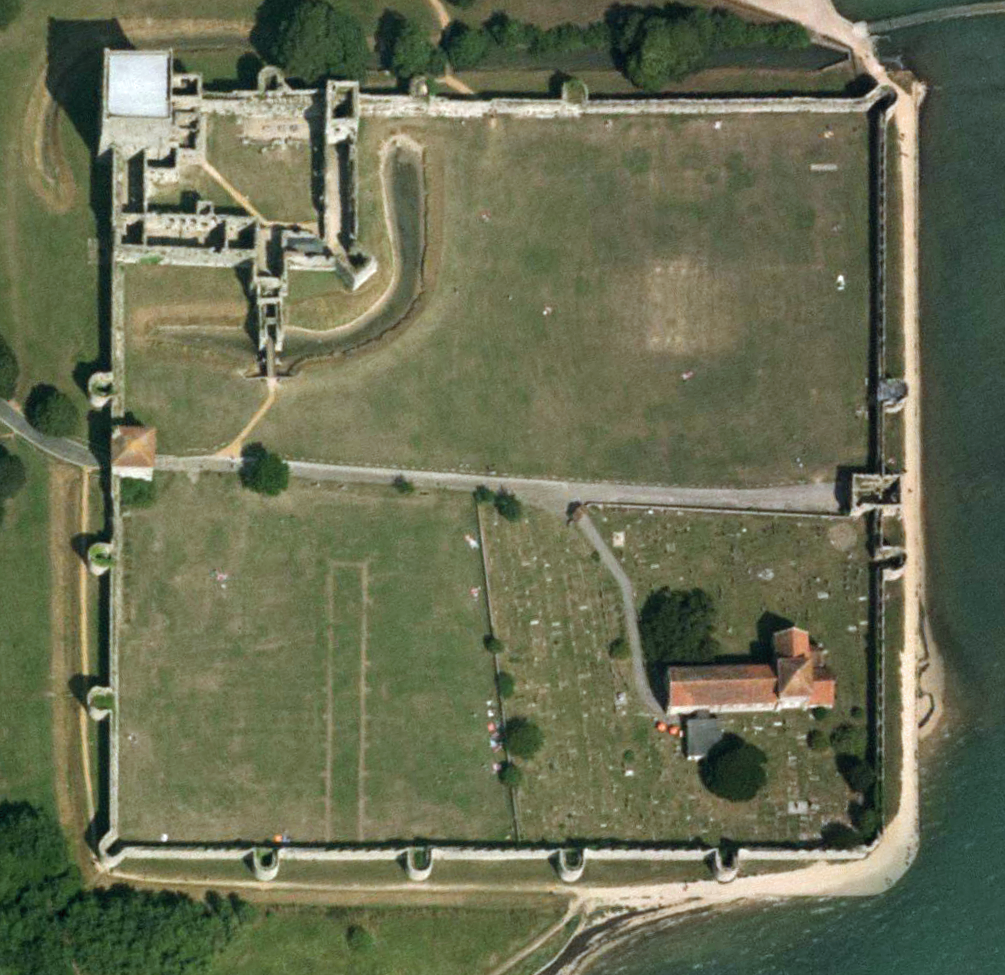
Vogelschauperpektive
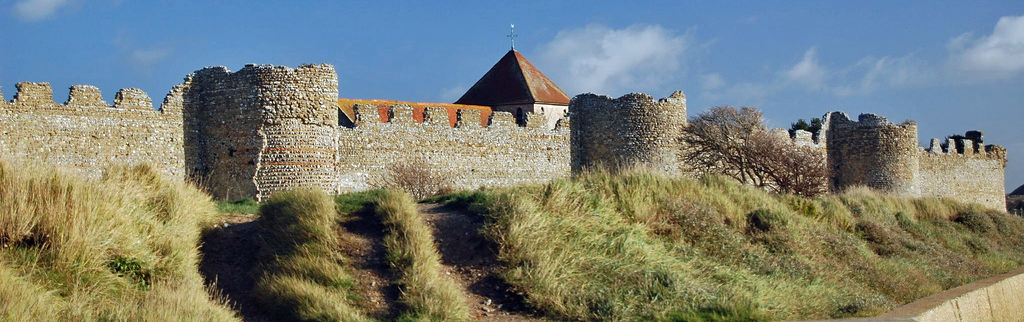
Westmauer
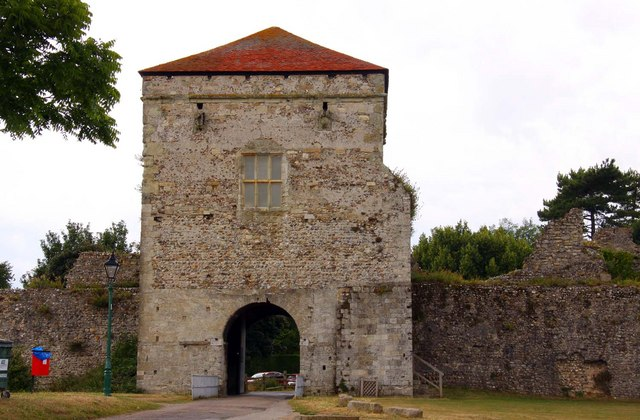
Westtor (Landgate)
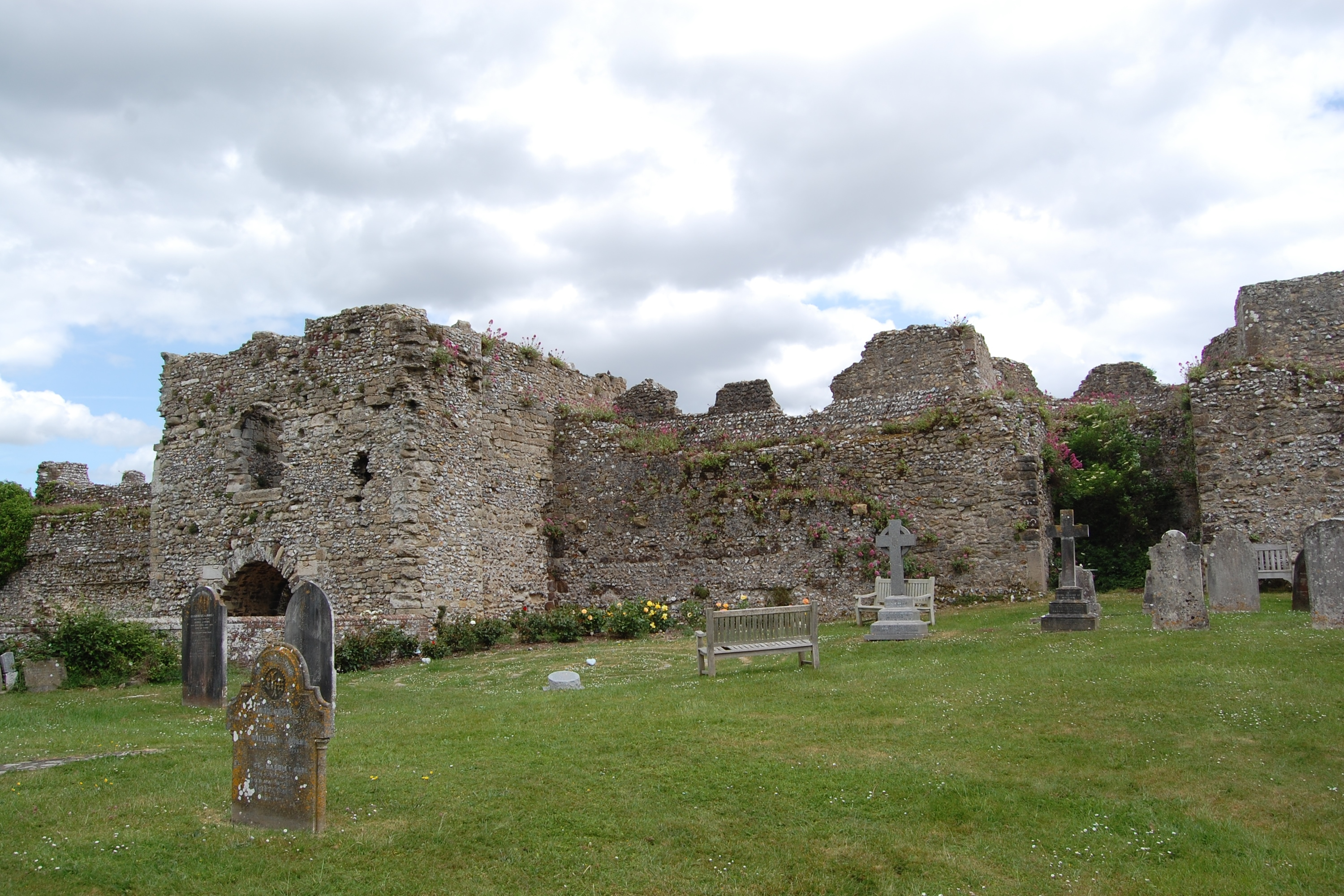
Osttor (Watergate)
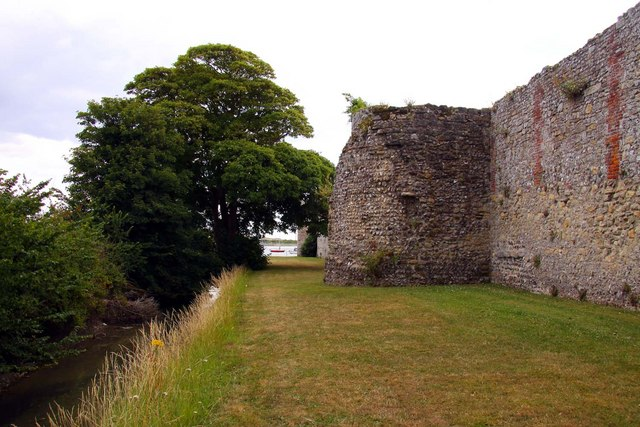
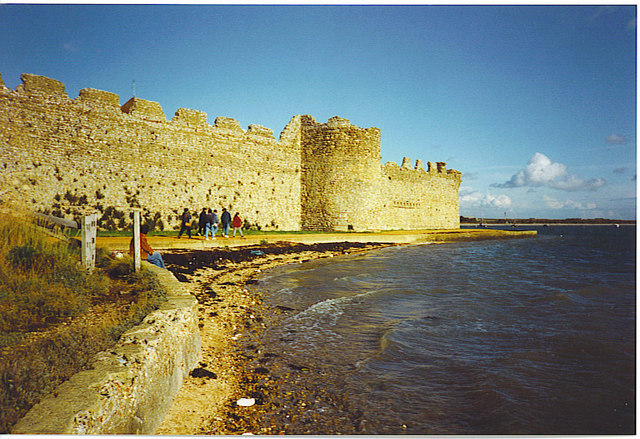
Ansicht der Ostmauer
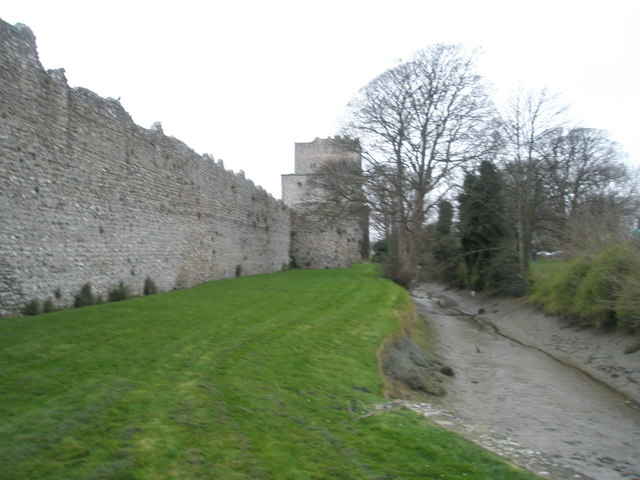
Bach nahe dem Assheton's Tower
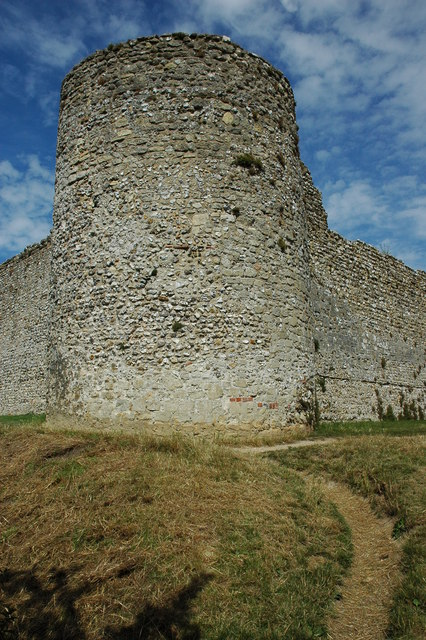
Turm der Süd-West-Ecke
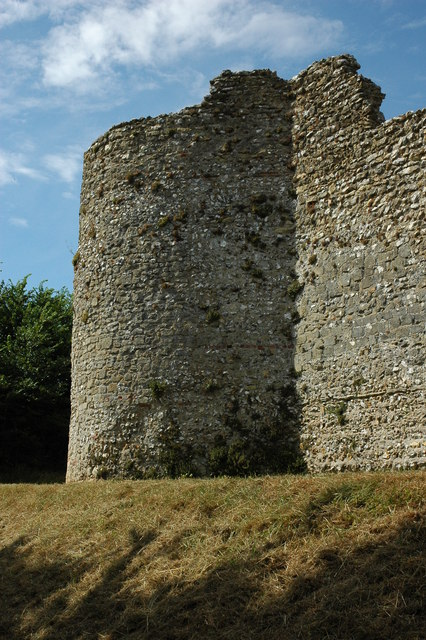
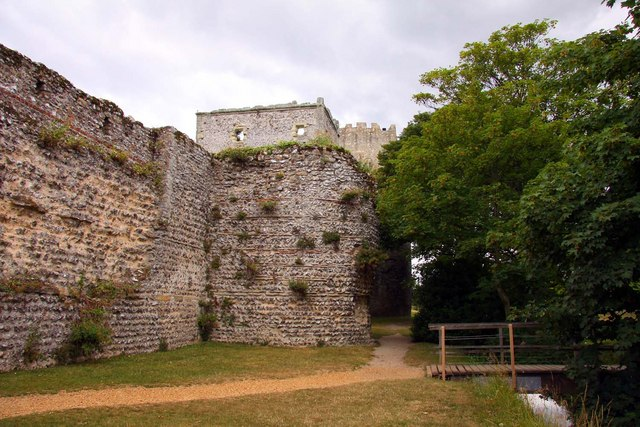
U-Turm an der Nordmauer
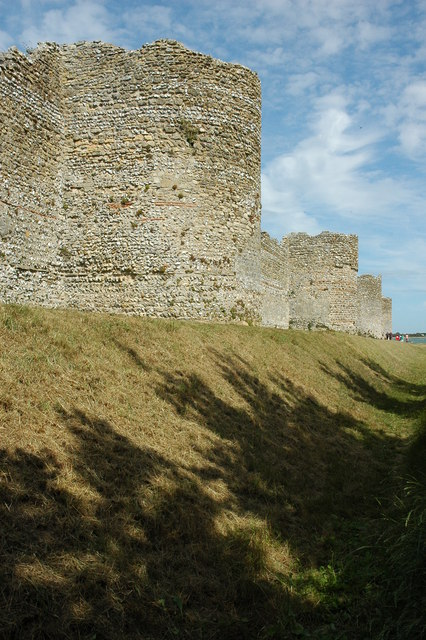
Südmauer
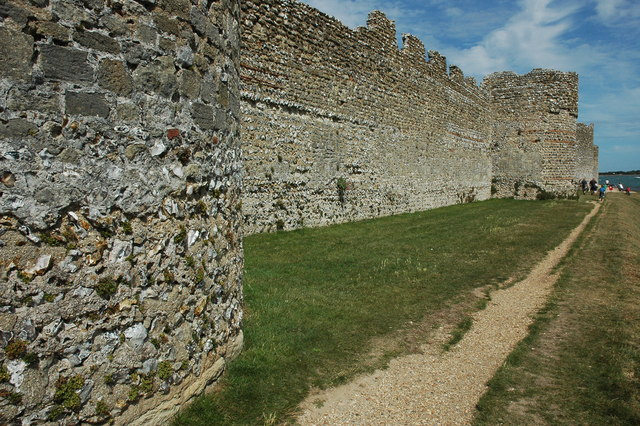
Ansicht des Südwalles
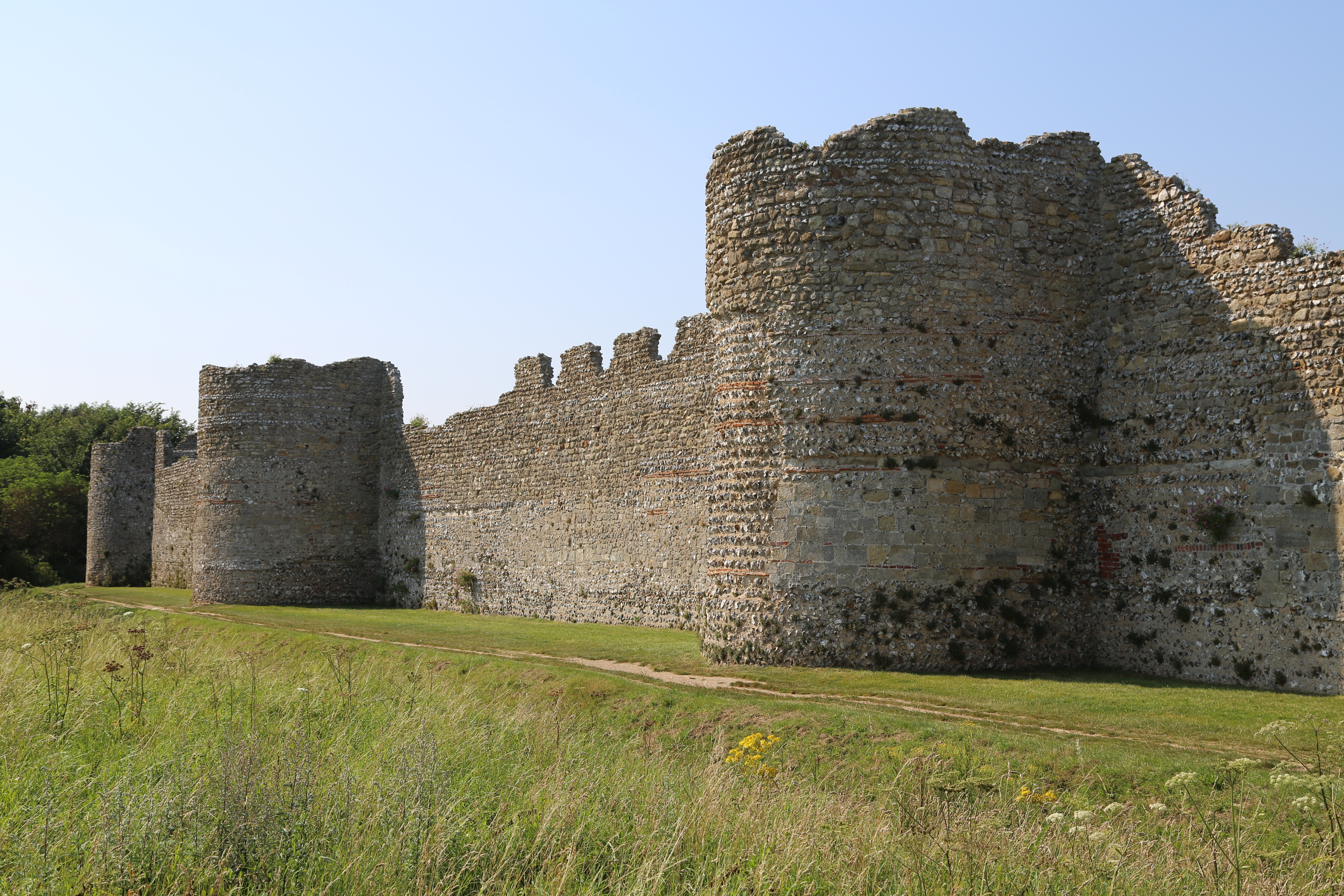
Südmauer
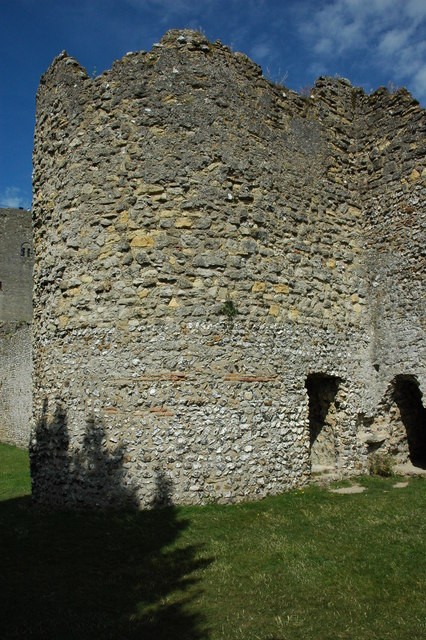
U-Turm in der Westmauer
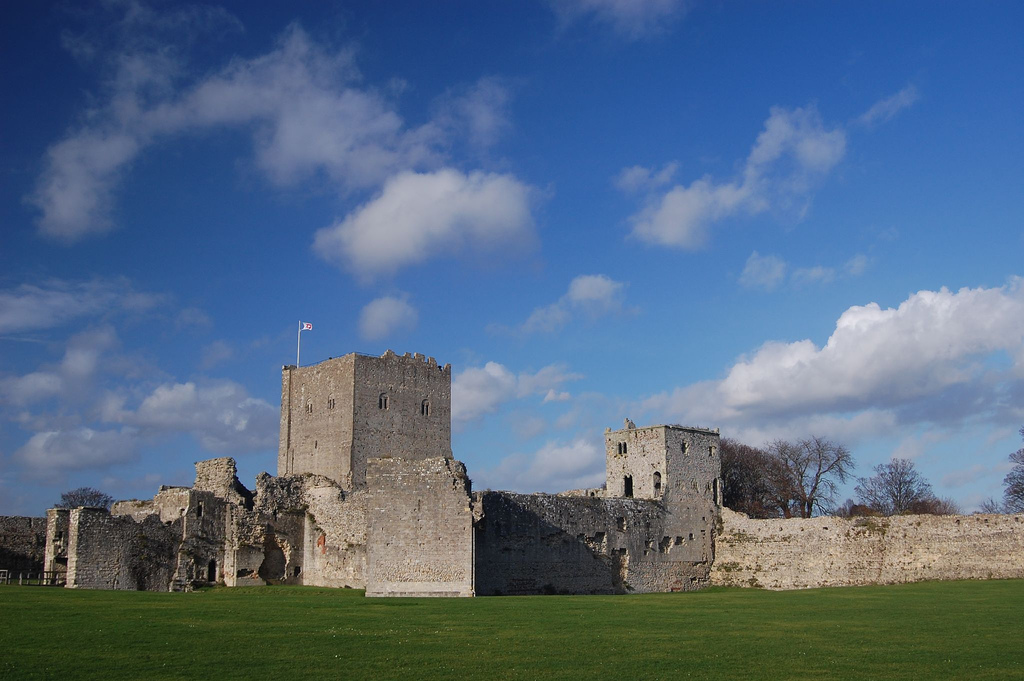
Normannische Burg
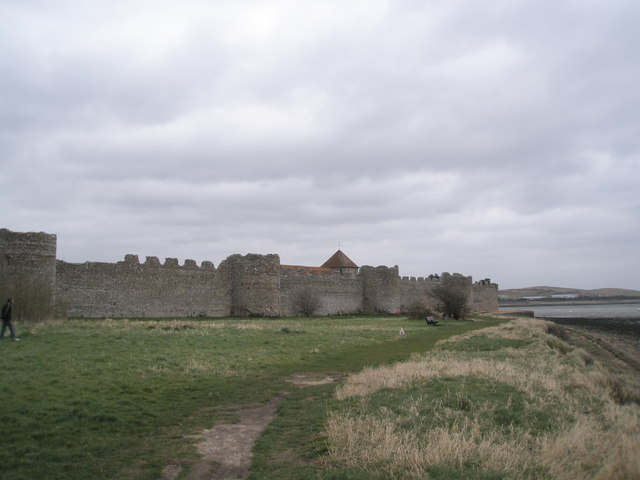
Die St. Mary's-Kirche hinter dem Kastellwall